# Cheviré-le-Rouge
Cheviré-le-Rouge là một xã trong vùng hành chính Pays de la Loire, thuộc tỉnh Maine-et-Loire, quận Saumur, tổng Baugé. Tọa độ địa lý của xã là 47° 35' vĩ độ bắc, 00° 10' kinh độ đông. Cheviré-le-Rouge nằm trên độ cao trung bình là 73 mét trên mực nước biển, có điểm thấp nhất là 30 mét và điểm cao nhất là 104 mét. Xã có diện tích 35,96 km², dân số vào thời điểm 1999 là 724 người; mật độ dân số là 20 người/km².

## Thông tin nhân khẩu
| 1962 | 1968 | 1975 | 1982 | 1990 | 1999 | 2005 |
| ---- | ---- | ---- | ---- | ---- | ---- | ---- |
| 956  | 902  | 774  | 753  | 756  | 724  | 798  |

## Địa điểm tham quan
- Nhà thờ St. Médard